# Fraggle Rock: The Animated Series
Fraggle Rock: The Animated Series é uma série de desenho animado estadunidense baseado na versão original live-action de mesmo nome criado por Jim Henson.  A NBC exibiu este programa spin-off nas manhãs de sábado às 10h (mais tarde mudou para 11h) para uma temporada em 1987. Mais tarde, foi exibido em reprises no Disney Channel de 5 de maio de 1990 a junho de 1995.

## Sinopse
A série animada seguiu a mesma fórmula da série live-action original da HBO, incluindo a mesma música tema, mas regravada com os dubladores dos personagens de desenhos animados. Muitos episódios consistiam em duas histórias de 15 minutos; no entanto, alguns apresentaram um único enredo completo de 30 minutos.  A versão animada manteve a tradição das canções originais, com pelo menos uma música por episódio (incluindo algumas recicladas da versão fantoche, como "Let Me Be Your Song").
Em sua execução original, os episódios animados foram marcados por imagens da versão original de marionetes de Uncle Traveling Matt, apresentando o show da oficina de Doc. A versão animada de Fraggle Rock consistia em 13 episódios.
A diferença mais notável é que, ao contrário da versão live-action, a versão animada de Doc é mostrada do pescoço para baixo, bem como Nanny em Muppet Babies.

## Episódios
| #  | Título                                                                   | Escrito por                                                                       | História por                                         | Data de exibição       |
| -- | ------------------------------------------------------------------------ | --------------------------------------------------------------------------------- | ---------------------------------------------------- | ---------------------- |
| 1  | No Fraggle is an Island                                                  | John Semper, Cynthia Friedlob e Barry O'Brien                                     | N/A                                                  | 12 de setembro de 1987 |
| 2  | Big Trouble for a Little Fraggle / Necessity is the Fraggle of Invention | Betty Birney Allan Swayze                                                         | Pam Dovale e John Semper N/A                         | 19 de setembro de 1987 |
| 3  | The Great Radish Round Up / Lucky Fargy                                  | Betty Birney, John Semper e Cynthia Friedlob                                      | Alan Swayze                                          | 26 de setembro de 1987 |
| 4  | A Fraggle for All Seasons / A Growing Relationship                       | Larry Parr Misty Stewart-Taggart                                                  | Pam Dovale N/A                                       | 3 de outubro de 1987   |
| 5  | The Best of the Best / Where No Fraggle Has Gone Before                  | Barry O'Brien Betty Birney                                                        | Chuck Lorre John Semper                              | 10 de outubro de 1987  |
| 6  | Gobo's Song / Wembley and the Bemble                                     | Betty Birney Mel Gilden                                                           | John Semper e Cynthia Friedlob N/A                   | 17 de outubro de 1987  |
| 7  | Ambassador Gorg / Homebody Matt                                          | Bill Prady Cynthia Friedlob John Sempler                                          | N/A Mark McClellan                                   | 24 de outubro de 1987  |
| 8  | The Great Fraggle Freeze                                                 | Anthony Adams John Semper Cynthia Friedlob                                        | N/A                                                  | 31 de outubro de 1987  |
| 9  | Laundry Never Lies / What Boober's Nose Knows                            | Kathryn Mullen Larry Parr John Semper Cynthia Friedlob Dennis McCoy Pamela Hickey | N/A                                                  | 7 de novembro de 1987  |
| 10 | Mokey's Flood of Creativity / What the Doozers Did                       | Pam Dovale Anthony L. Adams                                                       | John Semper Cynthia Friedlob                         | 14 de novembro de 1987 |
| 11 | Red's Drippy Dilemma / Fraggle Babble                                    | Mel Gilden Jack Enyart Pam Dovale                                                 | N/A John Semper                                      | 21 de novembro de 1987 |
| 12 | The Radish Fairy / The Funniest Joke in the Universe                     | Marv Wolfman Donna Kuyper Mark McClellan                                          | N/A John Semper e Cynthia Friedlob                   | 28 de novembro de 1987 |
| 13 | Fraggle Fool's Day / Wembley's Trip to Outer Space                       | Bill Prady Marv Wolfman e Donna Kuyper                                            | Marta Fields Mike Joens John Semper Cynthia Friedlob | 5 de dezembro de 1987  |

## Elenco e personagens
- Bob Bergen como Wembley Fraggle, Cantus the Minstrel, The World's Oldest Fraggle, Archbanger Fraggle, Gunge (em alguns episódios), Furious Garboil, Lugnut Doozer, Vozes adicionais
- Townsend Coleman como Gobo Fraggle, Wrench Doozer, Architect Doozer e Vozes adicionais
- Barbara Goodson como Red Fraggle, Wingnut Doozer, Vozes adicionais
- Michael Laskin como Junior Gorg
- Mona Marshall como Mokey Fraggle, Cotterpin Doozer, Vozes adicionais
- Patti Parris - Ma Gorg, vozes adicionais
- Rob Paulsen como Boober Fraggle, Sprocket, Marjory the Trash Heap, Henchy Fraggle, Rhinestone Doozer, vozes adicionais
- Patrick Pinney como Uncle Travelling Matt, Pa Gorg, Flange Doozer, Vozes Adicionais
- Stu Rosen como Storyteller Fraggle
- John Stephenson como Jerome "Doc" Crystal, Philo, Gunge, vozes adicionais
- Dave Goelz - Uncle Traveling Matt (somente versão de fantoche live-action)

## Tripulação
- John Semper e Cynthia Friedlob - Roteiristas / Showrunners
- Stu Rosen - Diretor de Voz

## Mídia doméstica
A Lionsgate Home Entertainment lançou a série completa em 19 de janeiro de 2010. Em 11 de julho de 2018, a Sony Pictures Home Entertainment anunciou um conjunto completo de 12 discos em Blu-ray da série principal Fraggle Rock com todos os 13 episódios da série animada a ser incluída também.
Foi lançado em 25 de setembro de 2018. Eles também lançaram um conjunto separado de 2 discos da série animada no mesmo dia.